# Chris Woodward
Christopher Michael Woodward (né le 27 juin 1976 à Covina, Californie, États-Unis) est un ancien joueur de champ intérieur, principalement joueur d'arrêt-court, qui a évolué de 1999 à 2011 dans la Ligue majeure de baseball. 
Il a ensuite été l'instructeur de troisième but des Dodgers de Los Angeles puis des Dodgers de Los Angeles.
Il devient le manager des Rangers du Texas en 2019.

## Carrière de joueur
Chris Woodward est repêché par les Blue Jays de Toronto au 54e tour de sélection en 1994. Après plusieurs saisons en ligues mineures, il fait ses débuts dans le baseball majeur avec cette franchise, jouant son premier match le 7 juin 1999. À son premier passage au bâton dans les grandes ligues, il frappe un ballon sacrifice bon pour un point produit et ajoute à son tour suivant, toujours face au vétéran lanceur Orel Hershiser des Mets de New York, son premier coup sûr, faisant marquer un autre point.

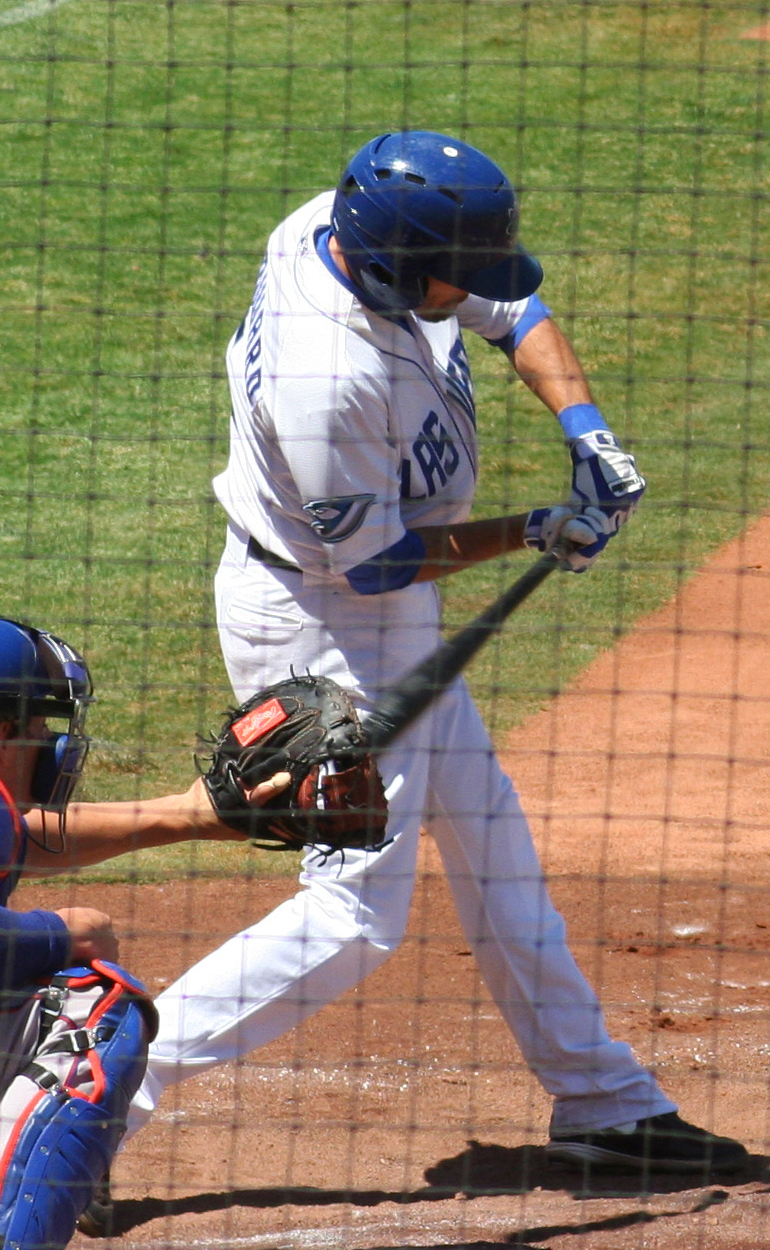
Woodward en 2011 avec les 51s de Las Vegas.

Woodward obtient quelques rappels des ligues mineures dans les deux saisons suivantes, disputant 37 parties en 2000 et le même nombre en 2001. Il claque son premier coup de circuit au plus haut niveau le 31 mai 2000 à Toronto face à Brad Radke des Twins du Minnesota. En 2002, il joue plus de la moitié de l'année, soit 90 matchs, avec les Blue Jays. Il termine la campagne avec 13 circuits, 45 points produits et une moyenne au bâton de ,276. Le 7 août à Toronto face à Seattle, Woodward claque trois circuits dans le même match.
En 2003, il joue 104 matchs des Blue Jays, égalant son record personnel de points produits (45). Sa production de coups de circuit (7) et sa moyenne au bâton (,261) est cependant à la baisse. Sa dernière année à Toronto est la 2004, où il s'illustre peu avec une seule longue balle, 24 points produits et une moyenne de ,235 en 69 parties jouées.
Devenu agent libre à l'issue de la saison 2004, il rejoint les Mets de New York pour deux saisons comme réserviste. À l'automne 2006 il fait une première apparition en séries éliminatoires : il frappe un double à sa seule présence au bâton, contre les Dodgers de Los Angeles en Série de divisions et vient marquer un point.
Woodward rejoint les Braves d'Atlanta pour une seule saison en 2007 avant de signer chez les Yankees de New York au début 2008. Retranché de l'effectif du club durant le camp d'entraînement, il passe 2008 en ligues mineures avec des clubs-école des Phillies de Philadelphie et des Brewers de Milwaukee. Il revient dans les majeures en 2009 avec les Mariners de Seattle, passe aux Red Sox de Boston en août lorsque ces derniers le réclament au ballottage puis est rapatrié par les Mariners pour 2010. En mars 2011, il est de nouveau agent libre et accepte une offre de l'équipe avec laquelle il avait fait ses débuts douze ans plus tôt, les Blue Jays de Toronto. Il ne frappe aucun coup sûr dans un bref passage de 11 matchs chez les Jays en 2011 et redevient agent libre, mais les Jays lui offrent une nouvelle entente en janvier.
Il joue son dernier match dans les majeures le 27 septembre 2011. En 12 saisons, il a disputé un total de 659 matchs pour les 5 clubs dont il a porté les couleurs. Il compte 408 coups sûrs, 33 circuits, 211 points marqués, 191 points produits et sa moyenne au bâton en carrière s'élève à ,239. Il se retire après une saison 2012 passée dans les mineures chez les 51s de Las Vegas, un club-école des Blue Jays de Toronto.

## Carrière d'entraîneur
Le 25 novembre 2013, Chris Woodward est nommé instructeur des joueurs d'avant-champ chez les Mariners de Seattle.
Après deux saisons à Seattle, il est l'instructeur de troisième but des Dodgers de Los Angeles depuis la saison 2016.
Il est gérant de l'équipe de Nouvelle-Zélande au tournoi de qualification à la Classique mondiale de baseball 2017.